# Sergej Kolosov
Sergej Kolosov (russisk: Серге́й Никола́евич Ко́лосов) (født 27. december 1921 i Moskva, død 11. februar 2012 i Moskva i Rusland) var en sovjetisk filminstruktør og manuskriptforfatter.

## Filmografi
- Mat Marija (Мать Мария, 1983)[1][2]